# Nationalpark Carara
Der Nationalpark Carara (carara bedeutet in der Sprache der Huetar-Indianer Krokodil) liegt an der Küstenstraße Costanera Sur an der Pazifikküste von Costa Rica. Er wurde 1978 zum Biologischen Reservat Carara und 1998 zum Nationalpark erklärt.

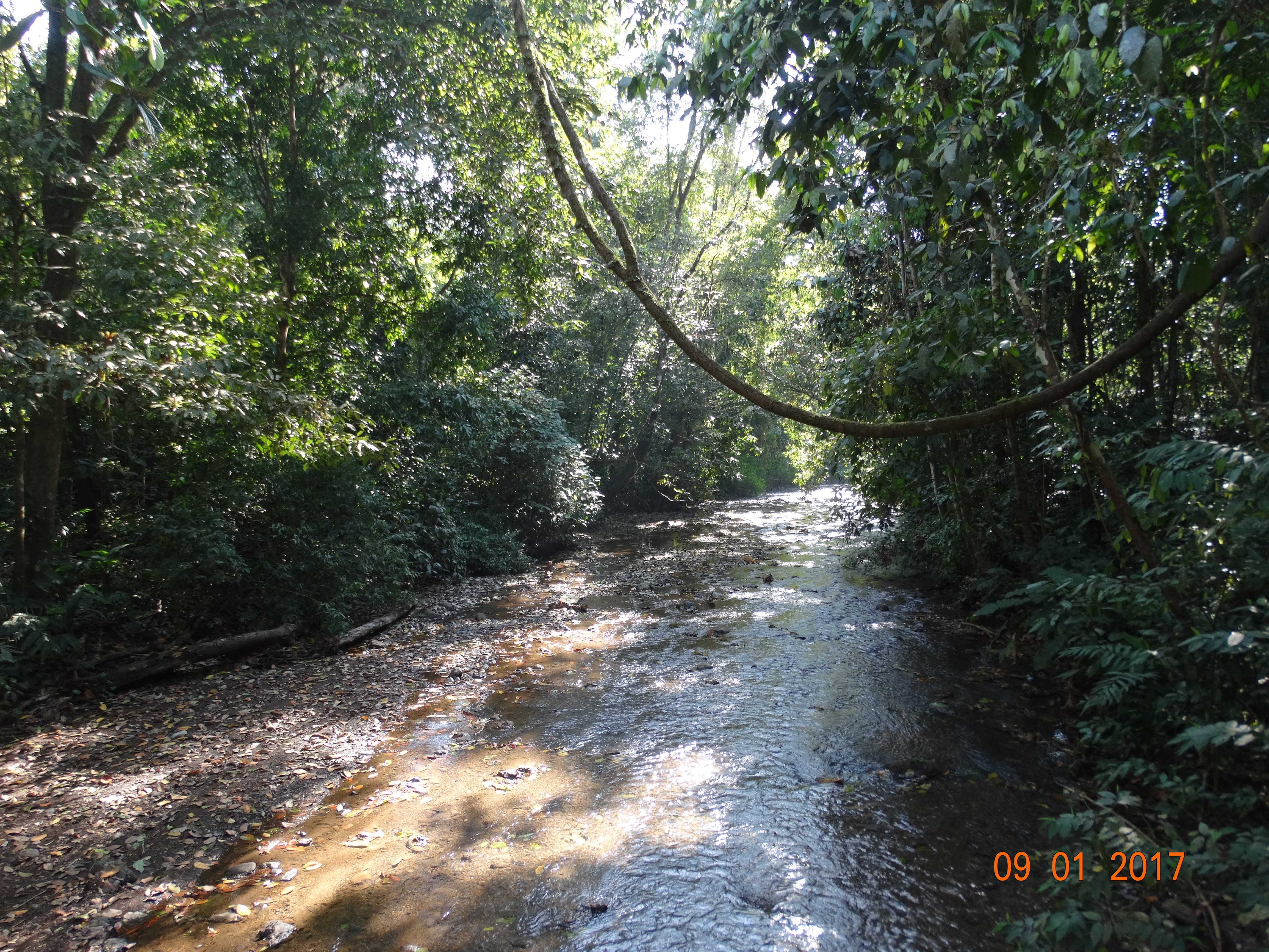
Nationalpark Carara

Der Nationalpark ist etwa 90 Kilometer von der Hauptstadt San José und etwa 80 Kilometer vom weiter südlich gelegenen Nationalpark Manuel Antonio entfernt.
Das Gelände beginnt am Ufer des Flusses Río Tárcoles, hat eine Fläche von etwa 4700 Hektar und umfasst fünf Vegetationsgebiete. Der größte Teil des Parks besteht aus dicht gewachsenem Primärwald, dabei befindet sich im nördlichen Teil Trockenwald und im südlichen Teil tropischer Regenwald. Deshalb wird die Vegetation zusammenfassend auch als Übergangswald bezeichnet. Die jährliche Niederschlagsmenge beträgt etwa 3000 Millimeter. 
Besondere Vertreter der Fauna sind Spitzkrokodile am Ufer des Río Tárcoles und die vom Aussterben bedrohten Scharlacharas (Scarlet Macaw), deren Hauptnistplatz der Nationalpark ist. Weiterhin findet man Ameisenbären, Agutis, Ozelote, Klammeraffen, Pfeilgiftfrösche und etwa 20 verschiedene Arten Giftschlangen sowie Löffler, Störche, Schlangenhalsvögel, Trogone, Motmots und Tukane.
Im Park befinden sich etwa 15 Fundorte aus 2000 Jahren indianischer Geschichte, so dass er auch bei Archäologen von Interesse ist.